# Mortero de reparación
El mortero de reparación se refiere generalmente a un producto pre embolsado, mezcla de cemento, arenas y aditivos especialmente diseñado para reparación de concreto. Reduciendo la contracción y aumentando la adherencia para hacer aplicaciones puntuales donde el concreto esta dañado. Aunque puede ser hecho en obra es recomendado el uso de productos pre embolsados ya que permiten tener una calidad uniforme. 

## Usos
El mortero de reparación se puede utilizar para reparar delaminaciones por corrosión de la varilla donde la varilla se esponja y el concreto se despega. 

## Características
Para ser considerado como un mortero de reparación y no un mortero común deberá tener:
- Alta adherencia
- Alta resistencia
- Baja contracción
- Fraguado rápido

## ACI (american concrete institute)
La ACI publica guías para la reparación de concreto bajo el código RAP estos van del 1 al 12 y son gratuitos. Estos documentos explican los diferentes métodos de reparación.
- Datos: Q48784695